# Mortágua
Mortágua ist eine Vila (Kleinstadt) und ein Kreis (Concelho) in Portugal mit 2803 Einwohnern (Stand 30. Juni 2011).

## Geschichte
Die Anwesenheit der Römer wird durch Funde in einigen Ortschaften des heutigen Kreises belegt. Nach Eroberung des Gebietes von den Mauren im Zuge der Reconquista wurde es im Jahr 985 an das Kloster von Lorvão gegeben. Der Ort hieß damals Mortalago, zurückgehend auf die Namensgebung durch die Römer nach der Trockenlegung eines etwa 30 Quadratmeter großen Sees durch Abschneiden eines Zuflusses an einem Felsen im Süden des heutigen Ortes im ersten Jahrhundert (ins heutige Portugiesisch hergeleitet aus: Morte = Tod, und Lagoa = See). Nach erneuter Einnahme durch die Araber wurde Mortalago, aus dem sich der heutige Name entwickelte, zwischen 1058 und 1064 endgültig zurückerobert, durch Ferdinand I. (León).
Seine ersten Stadtrechte (Foral) nach der Unabhängigkeit des Königreich Portugals erhielt Mortágua 1192, die 1403 und schließlich 1514 erneuert wurden.
Im Verlauf der Napoleonischen Kriege auf der Iberischen Halbinsel zogen französische Truppen mehrmals durch den Kreis Mortágua, wo sie vor der Schlacht von Buçaco am 27. September 1810 auch lagerten.
Ab 1854 ließ die Stadtverwaltung von Mortágua Brachland und für Landwirtschaft ungeeignete Flächen aufforsten, insbesondere mit iberischen Kiefernarten. In der Folge wurden bis zu zwei Dritteln der Fläche des Kreises zu Waldgebieten. Von Bedeutung für den Kreis war auch der 1979 fertiggestellte und 1981 in Betrieb genommene Stausee Barragem da Aguieira, am Rio Dão.

## Verwaltung

### Kreis
Mortágua ist Sitz eines gleichnamigen Kreises (Concelho) im Distrikt Viseu. Am 19. April 2021 hatte der Kreis 8963 Einwohner auf einer Fläche von 251,2 km².
Die Nachbarkreise sind (im Uhrzeigersinn im Norden beginnend): Águeda, Tondela, Santa Comba Dão, Penacova, Mealhada sowie Anadia.
Mit der Gebietsreform im September 2013 wurden die Gemeinden (Freguesias) Mortágua, Vale de Remígio, Cortegaça und Almaça zur neuen Gemeinde União das Freguesias de Mortágua, Vale de Remígio, Cortegaça e Almaça zusammengefasst. Der Kreis besteht seither aus den folgenden sieben Gemeinden:

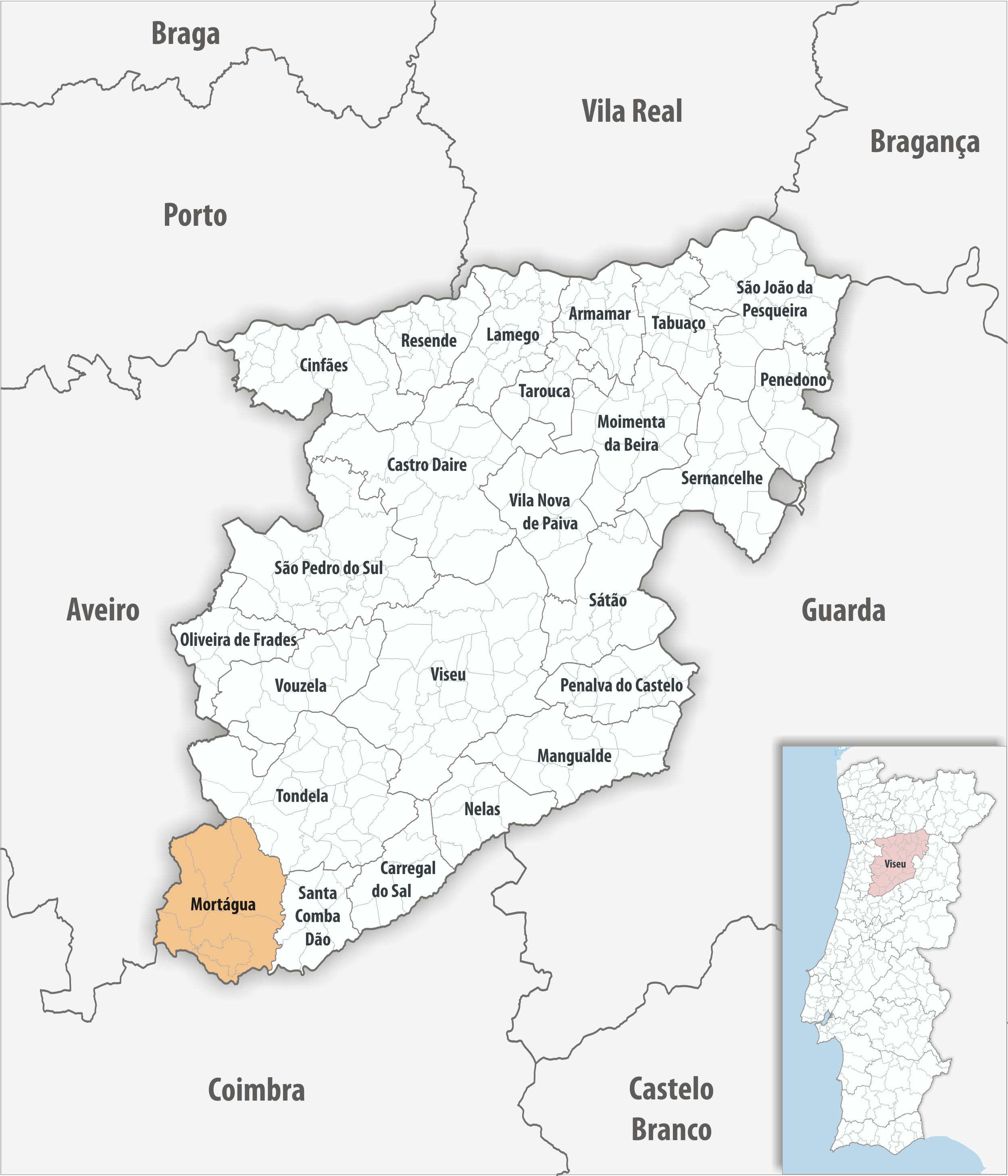
Kreis Mortágua

| Gemeinde                                      | Einwohner (2021) | Fläche km² | Dichte Einw./km² | LAU- Code |
| --------------------------------------------- | ---------------- | ---------- | ---------------- | --------- |
| Cercosa                                       | 284              | 8,72       | 33               | 180802    |
| Espinho                                       | 984              | 41,34      | 24               | 180804    |
| Marmeleira                                    | 489              | 18,51      | 26               | 180805    |
| Mortágua, Vale de Remígio, Cortegaça e Almaça | 3.815            | 52,10      | 73               | 180811    |
| Pala                                          | 859              | 48,86      | 18               | 180807    |
| Sobral                                        | 2.189            | 64,15      | 34               | 180808    |
| Trezói                                        | 343              | 17,51      | 20               | 180809    |
| Kreis Mortágua                                | 8.963            | 251,19     | 36               | 1808      |

### Bevölkerungsentwicklung
| Einwohnerzahl im Kreis Mortágua (1801–2011) | Einwohnerzahl im Kreis Mortágua (1801–2011) | Einwohnerzahl im Kreis Mortágua (1801–2011) | Einwohnerzahl im Kreis Mortágua (1801–2011) | Einwohnerzahl im Kreis Mortágua (1801–2011) | Einwohnerzahl im Kreis Mortágua (1801–2011) | Einwohnerzahl im Kreis Mortágua (1801–2011) | Einwohnerzahl im Kreis Mortágua (1801–2011) | Einwohnerzahl im Kreis Mortágua (1801–2011) |
| ------------------------------------------- | ------------------------------------------- | ------------------------------------------- | ------------------------------------------- | ------------------------------------------- | ------------------------------------------- | ------------------------------------------- | ------------------------------------------- | ------------------------------------------- |
| 1801                                        | 1849                                        | 1900                                        | 1930                                        | 1960                                        | 1981                                        | 1991                                        | 2001                                        | 2011                                        |
| 5.864                                       | 7.520                                       | 8.834                                       | 10.268                                      | 13.024                                      | 11.291                                      | 10.662                                      | 10.379                                      | 9.864                                       |

### Kommunaler Feiertag
- Christi Himmelfahrt

### Städtepartnerschaften
- Portugal: Figueira da Foz (seit 1997)[8]

## Verkehr
Mortágua liegt an der Eisenbahnstrecke Linha da Beira Alta.
Die Durchgangsstraße IP3 und die Nationalstraßen (E.N., auch N) 234, 334-1 und 228 führen durch Mortágua, das mit der geplanten Weiterführung der A35 auch einen Autobahnanschluss erhalten wird.

## Söhne und Töchter der Stadt
- Tomás da Fonseca (1877–1968), liberaler Politiker und Schriftsteller
- Branquinho da Fonseca (1905–1974), Schriftsteller, Sohn des Tomás da Fonseca
- Francisco Neto (* 1981), Fußballtrainer